# Eumerus minotaurus
Eumerus minotaurus is een vliegensoort uit de familie van de zweefvliegen (Syrphidae). De wetenschappelijke naam van de soort is voor het eerst geldig gepubliceerd in 1988 door Claussen & Lucas.